# میمی‌کتز
میمی‌کتز (به انگلیسی: Mimikatz) به دو موضوع همزمان اشاره دارد. هم یک اکسپلویت در ویندوز است که گذرواژه‌های ذخیره‌شده در حافظه را استخراج می‌کند، و هم یک نرم‌افزار است که آن اکسپلویت را انجام می‌دهد. این ابزار توسط برنامه‌نویس فرانسوی، بنجامین دِلپی ساخته شده‌است و واژه «Mimikatz» در زبان عامیانه فرانسوی به معنای «گربه‌های بامزه» است.

## تاریخچه
بنجامین دِلپی نقصی را در ویندوز کشف کرد که در آن هم نسخه رمزگذاری‌شده گذرواژه و هم کلیدی که می‌تواند برای رمزگشایی آن استفاده شود، هم‌زمان در حافظه قرار می‌گیرند. او در سال ۲۰۱۱ با مایکروسافت تماس گرفت تا این نقص را گزارش کند، اما مایکروسافت پاسخ داد که برای بهره‌برداری از این مشکل، لازم است سیستم پیش‌تر در معرض نفوذ قرار گرفته باشد. دِلپی متوجه شد که از این نقص می‌توان برای دسترسی به سیستم‌های غیرآلوده موجود در یک شبکه (از طریق سیستمی که آلوده شده) استفاده کرد.
او اولین نسخه این نرم‌افزار را در مه ۲۰۱۱ به صورت نرم‌افزار بسته منتشر کرد.
در سپتامبر ۲۰۱۱، از این اکسپلویت در هک دیجینوتار استفاده شد.

### کنفرانس روسی
دِلپی در سال ۲۰۱۲ در کنفرانسی درباره این نرم‌افزار سخنرانی کرد. در زمانی از برگزاری کنفرانس، او وارد اتاقش شد و فرد غریبه‌ای را دید که پشت لپ‌تاپش نشسته بود. آن شخص عذرخواهی کرد و گفت اتاق را اشتباه گرفته و رفت. در جریان همان کنفرانس، فرد دیگری نزد او آمد و از او خواست نسخه‌هایی از ارائه و نرم‌افزارش را روی یک یواس‌بی فلش درایو به او بدهد. دِلپی نیز این فایل‌ها را در اختیارش گذاشت.
دِلپی از این اتفاق‌ها دچار تشویش شد و پیش از ترک روسیه، کد منبع را در گیت‌هاب منتشر کرد. او معتقد بود که برای دفاع در برابر حملات سایبری، باید مدافعان نیز با جزئیات فنی این اکسپلویت آشنا شوند تا بتوانند راهکارهای مقابله را بیاموزند.

### به‌روزرسانی‌های ویندوز
در سال ۲۰۱۳، مایکروسافت برای ویندوز ۸٫۱ قابلیتی را اضافه کرد که امکان غیرفعال کردن یک ویژگی در ویندوز را برای کاربر فراهم می‌کرد که امکان سوءاستفاده از آن وجود داشت. در ویندوز ۱۰، این قابلیت به‌صورت پیش‌فرض غیرفعال است. با این حال، جیک ویلیامز از شرکت رندیشن اینفوسک می‌گوید این اکسپلویت هنوز هم کار می‌کند؛ یا به این دلیل که سیستم از نسخه‌های قدیمی ویندوز استفاده می‌کند، یا اینکه مهاجم با افزایش سطح دسترسی کافی می‌تواند این ویژگی ویندوز را دوباره فعال کند.
بنجامین دِلپی نرم‌افزار را طوری به‌روزرسانی کرده که از اکسپلویت‌های بیشتری نسبت به نسخه اولیه پشتیبانی می‌کند.

## کاربرد در بدافزارها
در حمله کاربنک و همچنین حمله سایبری به مجلس بوندستاگ از این اکسپلویت استفاده شد. بدافزارهای پتیا و باج‌افزار بدربیت نیز از نسخه‌هایی از این اکسپلویت به همراه اکسپلویت‌های اترنال‌بلو و اترنال‌منس  بهره بردند.

## اثرات در فرهنگ عامه
در قسمت ۹ از فصل ۲ سریال آقای ربات، آنجلا ماس از میمی‌کتز برای به‌دست‌آوردن گذرواژه دامنه ویندوزِ رئیس خود استفاده می‌کند.

## پیوندهای بیرونی
- پیاده‌سازی بنجامین دپلی در گیت‌هاب
- پیاده‌سازی اکسپلویت در پیت‌هاب